# Mikołaj de Albocastro
Mikołaj de Albocastro, inna forma nazwiska: Nicolaus de Albo Castro (XV w.) – duchowny, dekretysta.

## Życiorys
Miejsce i rok urodzenia nieznane. Studiował m.in. w Krakowie i Wrocławiu. Prawdopodobnie przebywał przez pewien czas w Prusach. Jako osoba duchowna posiadał swe beneficjum w Krakowie. Należał do szerszego otoczenia Zbigniewa Oleśnickiego. Stosunkowo dobrze znał wiele dzieł klasycznych i pewnym stopniu uległ wpływom ówczesnego humanizmu. W roku 1455 przebywał w Chiemsee (Bawaria). Miejsce i rok śmierci nieznane.

## Twórczość
- Traktat w formie humanistycznego listu (częściowo w formie dialogu) do Mikołaja Spicymierza, Jana Długosza i Kaspra Rockenberga, dat. z Kyemsee vel Chiemsee 26 marca 1455, w sprawie pozbawienia autora beneficjum w Krakowie, wyd. K. Michalski i T. Sinko: Przyczynki z kodeksu mogilskiego do dziejów oświaty w Polsce w XV wieku, Kraków 1917; koniektury ogł. R. Ganszyniec: In Nicolaum de Albocastro, "Eos" 1921/1922
- Dialog o Zbigniewie Oleśnickim t. 1 (utwór o autorstwie niepewnym).